# 火紅高鱂
火紅高鱂，為輻鰭魚綱鯉齒目鰕鱂亞目溪鱂科的其中一種，為熱帶淡水魚，分布於南美洲巴西聖弗朗西斯科河流域，體長可達5.1公分，棲息在底中層水域，生活習性不明。

## 擴展閱讀
維基物種上的相關：火紅高鱂